# Hakan Çalhanoğlu
Hakan Çalhanoğlu (Mannheim, 8 de fevereiro de 1994) é um futebolista turco nascido na Alemanha que atua como meio-campista. Atualmente joga na Internazionale.

## Carreira

### Karlsruher e Hamburgo
Depois de jogar por 3 clubes de sua cidade, Turanspor, Polizei SC e Waldhof Mannheim, Çalhanoğlu iniciou sua carreira profissional no Karlsruher, onde chegou em 2009 para jogar nas categorias de base. Promovido ao elenco principal em 2011, aos 16 anos, jogou 16 partidas na campanha que levou o KSC ao rebaixamento para a terceira divisão alemã em 2012.
Mesmo assim, o meia-atacante despertou interesse do Hamburgo, que o contratou no mesmo ano e o emprestou novamente ao Karlsruher para dar mais experiência; em sua segunda passagem pela equipe, foram 39 partidas e 17 gols marcados. Voltou ao Hamburgo em 2013 e marcou seus primeiros gols pelo clube em agosto, contra o Eintracht Braunschweig. Em sua única temporada completa pelo HSV, marcou 11 gols, contribuindo para que o clube não fosse rebaixado pela primeira vez em sua história, devido à regra de gols marcados fora de casa, nas partidas contra o Greuther Fürth. Antes, ele havia renovado seu contrato até 2018.

### Bayer Leverkusen
Contratado pelo Bayer Leverkusen em julho de 2014, numa transferência avaliada em 14,5 milhões de euros, Çalhanoğlu estreou pelos "Aspirinas" contra o FC Copenhague.

### Milan
Em 3 de julho de 2017, assinou com o Milan por quatro temporadas.

### Internazionale
Em 21 de junho de 2021, Hakan Çalhanoglu confirmou, ao site turco TRT Spor, ter chegado a acordo com a Inter.

## Seleção Turca
Embora seja alemão de nascimento, Çalhanoğlu preferiu defender a Turquia, uma vez que sua família tem origem neste país.
Após jogar em todas as divisões de base (sub-16 ao sub-21), com destaque para o Campeonato Mundial de Futebol Sub-20 de 2013, o meia-atacante estreou pela seleção principal em setembro de 2013, entrando no lugar de Gökhan Töre. Seu primeiro gol foi contra Luxemburgo, em março de 2015.
Çalhanoğlu fez parte do elenco da Seleção Turca na disputa da Eurocopa de 2020.

## Estilo de jogo
Comparado a Mesut Özil, Çalhanoğlu é conhecido por sua precisão em cobranças de falta, lançamentos, controle de bola, e armação das jogadas.

## Títulos
Karlsruher SC
- 3. Liga: 2012–13

Internazionale
- Copa da Itália: 2021–22 e 2022–23
- Supercopa da Itália: 2021, 2022 e 2023
- Campeonato Italiano – Série A: 2023–24

### Prêmios individuais
- Jogador do Mês da Serie A: Dezembro de 2020
- Melhor meio-campista da Serie A: 2023–24